# 科洛馬克
49°50′31″N 35°18′29″E / 49.84194°N 35.30806°E

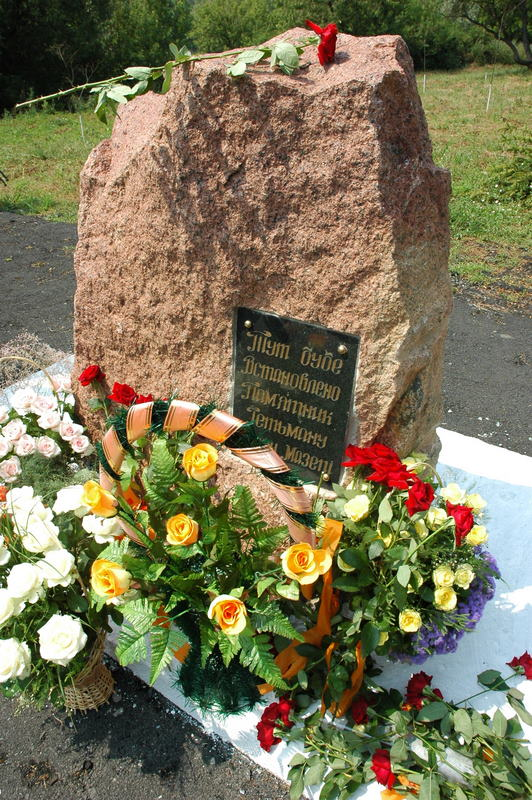
纪念碑

科洛馬克（烏克蘭語：Коломак）是烏克蘭東部哈爾科夫州博霍杜希夫區科洛马克市镇内的市級鎮及其行政中心。曾是原科洛馬克區的区府。面積10.27平方公里，2011年人口3,258，人口密度每平方公里317.23人。